# هانتلي (إلينوي)
هانتلي (بالإنجليزية: Huntley, Illinois)‏ هي منطقة سكنية تقع في الولايات المتحدة في إلينوي. يقدر عدد سكانها بـ 24,291 نسمة .